# Африканска храстова кукумявка
Африканската храстова кукумявка (Strix woodfordii) е вид птица от семейство Совови (Strigidae).

## Разпространение и местообитание
Разпространен е в Ангола, Бенин, Ботсвана, Бурунди, Габон, Гамбия, Гана, Гвинея, Гвинея-Бисау, Екваториална Гвинея, Етиопия, Замбия, Зимбабве, Камерун, Кения, Република Конго, Демократична република Конго, Кот д'Ивоар, Либерия, Малави, Мозамбик, Намибия, Нигерия, Руанда, Свазиленд, Сенегал, Сиера Леоне, Сомалия, Судан, Танзания, Того, Уганда, Централноафриканската република, Южен Судан и Южна Африка.